# Ben Thompson
Ben Rhys Thompson (Sidcup, 3 ottobre 1995) è un calciatore inglese, centrocampista del Bromley in prestito dallo Stevenage.

## Carriera
Cresciuto nel settore giovanile del Millwall, esordisce in prima squadra il 26 agosto 2014, nella partita di Coppa di Lega persa per 0-2 contro il Southampton; segna invece la prima rete in carriera il 5 dicembre 2015, nell'incontro di FA Cup perso contro il Wycombe.
Il 17 agosto 2018 passa a titolo temporaneo al Portsmouth; nel gennaio seguente rientra al Millwall, dopo l'interruzione anticipata del prestito.

## Statistiche

### Presenze e reti nei club
Statistiche aggiornate al 28 dicembre 2020.
| Stagione                  | Squadra         | Campionato      | Campionato | Campionato | Coppe nazionali | Coppe nazionali | Coppe nazionali | Coppe continentali | Coppe continentali | Coppe continentali | Altre coppe | Altre coppe | Altre coppe | Totale | Totale | Totale |
| Stagione                  | Squadra         | Comp            | Pres       | Reti       | Comp            | Pres            | Reti            | Comp               | Pres               | Reti               | Comp        | Pres        | Reti        | Pres   | Reti   |        |
| ------------------------- | --------------- | --------------- | ---------- | ---------- | --------------- | --------------- | --------------- | ------------------ | ------------------ | ------------------ | ----------- | ----------- | ----------- | ------ | ------ | ------ |
| 2014-2015                 | Millwall        | FLC             | 0          | 0          | FACup+CdL       | 0+1             | 0               | -                  | -                  | -                  | -           | -           | -           | 1      | 0      |        |
| 2015-2016                 | Millwall        | FL1             | 28+3       | 1          | FACup+CdL       | 2+0             | 1+0             | -                  | -                  | -                  | EFLT        | 3           | 0           | 36     | 2      |        |
| 2016-2017                 | Millwall        | FL1             | 38         | 0          | FACup+CdL       | 4+2             | 0               | -                  | -                  | -                  | EFLT        | 3           | 0           | 47     | 0      |        |
| 2017-2018                 | Millwall        | FLC             | 3          | 0          | FACup+CdL       | 3+2             | 2+0             | -                  | -                  | -                  | -           | -           | -           | 8      | 2      |        |
| ago. 2018-gen. 2019       | Portsmouth      | FL1             | 23         | 2          | FACup+CdL       | 3+0             | 1+0             | -                  | -                  | -                  | EFLT        | 0           | 0           | 26     | 3      |        |
| ago. 2018; gen.-giu. 2019 | Millwall        | FLC             | 13         | 4          | FACup+CdL       | 0+1             | 0               | -                  | -                  | -                  | -           | -           | -           | 14     | 4      |        |
| 2019-2020                 | Millwall        | FLC             | 28         | 1          | FACup+CdL       | 0+2             | 0               | -                  | -                  | -                  | -           | -           | -           | 30     | 1      |        |
| 2020-2021                 | Millwall        | FLC             | 13         | 0          | FACup+CdL       | 0+2             | 0               | -                  | -                  | -                  | -           | -           | -           | 15     | 0      |        |
| Totale Millwall           | Totale Millwall | Totale Millwall | 123+3      | 6          |                 | 19              | 3               |                    | -                  | -                  |             | 6           | 0           | 151    | 9      |        |
| Totale carriera           | Totale carriera | Totale carriera | 146+3      | 8          |                 | 22              | 4               |                    | -                  | -                  |             | 6           | 0           | 177    | 12     |        |